# 中華人民共和国道路交通安全法
中華人民共和国道路交通安全法（中华人民共和国道路交通安全法）は、中華人民共和国（中国）の法律である。2003年10月28日に全国人民代表大会常務委員会によって可決され、胡錦濤国家主席によって法令第8号として公布された。2004年5月1日に中国本土（独自の法体系を持つ香港とマカオを除く）で施行された。本法は、中国で史上初となる道路における交通安全に関する法律であり、他国の4倍から5倍にも及ぶという非常に高い交通事故死亡率に対処することを目的として制定された。

## 背景
古い交通法に対し、本法の主な特徴は以下のとおりである。 
- 新しい法律では、 歩行者やモーター駆動でない車両と自動車の間で交通事故が発生した場合、前者が意図的に交通事故を引き起こした場合を除いて、自動車の運転手は常に責任を負わなければならない。ただし、前者が交通法に違反していた場合は、運転者の責任は減少する。
- 新しい法律で、自動車保険制度が導入された。これにより、任意で加入すればよかった自動車保険が強制となった。
- 運転免許の交付から1年以下の運転手に課せられていた、高速道路の利用禁止措置が廃止された。
- 高速道路の制限速度が時速110キロメートルから時速120キロメートルに引き上げられた。
- 飲酒運転や無免許運転、ナンバープレートが装着されていない自動車の運転に対して、より厳しい罰則が設けられた。
- 制限速度の1.5倍以上の速度で速度超過した場合は、運転免許が取り消されるようになった。
- ひき逃げをした場合は、運転免許が永久に取り消されるようになった。
- 反則金の最高額が200人民元から2000人民元に引き上げられた。また、省・直轄市・自治区は、与えられた範囲内で違反項目を導入できるようになった。これにより、 北京や昆明などの地域では、数千元の反則金が科せられるようになった。

北京の新しい交通法の「実施規則」は、自動車の運転手と歩行者の責任を巡って激しい論争の的となった。最終的に、初心者ドライバー走行できる車線を制限する条項と共に、2004年10月22日に可決され、2005年1月1日から施行された。   